# Stulen skönhet
Stulen skönhet (engelska: Stealing Beauty) är en romantisk dramafilm från 1996, regisserad av Bernardo Bertolucci.
Filmen handlar om Lucy Harmon (spelad av Liv Tyler) som färdas till en villa i Toscana för att umgås med vänner till sin nyligen avlidna mor.

## Rollista (i urval)
| Liv Tyler      | – Lucy Harmon     |
| Joseph Fiennes | – Christopher Fox |
| Jeremy Irons   | – Alex Parrish    |
| Jean Marais    | – M. Guillaume    |
| Rachel Weisz   | – Miranda Fox     |
| Jason Flemyng  | – Gregory         |